# Microphaeolodes mulumontis
Microphaeolodes mulumontis är en skalbaggsart som beskrevs av Kuijten 1985. Microphaeolodes mulumontis ingår i släktet Microphaeolodes och familjen Hybosoridae. Inga underarter finns listade i Catalogue of Life.